# Žemaičių Kalvarija
Žemaičių Kalvarija - är en stad i provinsen Telšiai, regionen Samogitien, Litauen. Staden har 798 invånare (2009).
I stadens kyrka finns ett krucifix och en Mariabild som anses heliga, och som är ett mål för pilgrimsfärder för katoliker från hela Litauen. Varje år i juli hålls en stor kyrkofestival.